# 余部信号場
余部信号場（よべしんごうじょう）は、兵庫県姫路市飾西にある、西日本旅客鉄道（JR西日本）姫新線の信号場である。

## 歴史
- 1994年（平成6年）3月21日：姫路駅高架化工事に伴う姫路鉄道部車両基地の移設に伴い開設[1]。

## 構造
余部駅方より、姫新線からへの入出庫線が分岐する。本信号場は、網干総合車両所余部派出所への列車回送（入出庫）のために設置されている。単純な「単線分岐型信号場」であるため、列車の交換・待避は不可能である。
着発線が2線、引上線が1線ある。

## 周辺
信号場の北側は住宅・姫路鉄道部・長池（溜池）、南側は山林が広がる。

## その他
当信号場は日本全国のJRの駅・信号場で2024年現在唯一電報略号が3文字の信号場である。

## 隣の施設
西日本旅客鉄道（JR西日本）
 姫新線
余部駅 - 余部信号場 - 太市駅